# Ђенерал Прапорђеску (Тулћа)
Ђенерал Прапорђеску (рум. General Praporgescu) насеље је у Румунији у округу Тулћа у општини Черна. Oпштина се налази на надморској висини од 133 m.

## Становништво
Према подацима из 2002. године у насељу је живело 205 становника, од којих су сви румунске националности.